# Головнина (река, Кунашир)
Головнина — река в России в южной части острова Кунашир, входящем в состав Большой гряды Курильских островов. Река протекает в западной части села Головнино. Впадает в залив Измены Тихого океана. Длина реки Головнина — 10 км, площадь водосборного бассейна — 19 км², уклон — 16,5 м/км.
Река берёт начало у южного подножий вулкана Головнина и течёт в южном направлении до залива Измены.
Река названа, как и одноименные вулкан, бухта и посёлок, в честь вице-адмирала Василия Михайловича Головнина (1776—1831), руководившего двумя кругосветными плаваниями.

## Данные водного реестра
По данным государственного водного реестра России относится к Амурскому бассейновому округу. Речной бассейн — бассейны рек острова Сахалин. Водохозяйственный участок — Курильские острова.
Код водного объекта 20050000312118300010980.